# Форрестер, Катрина
Катрина Форрестер (англ. Katrina Forrester) — британский историк и политолог, чьи исследования посвящены истории социальной и политической мысли двадцатого века и влиянию той на политическую теорию. Доктор философии. Именной адъюнкт-профессор Гарварда. Лауреат премии Мерла Курти Организации американских историков и других отличий, в частности Okin-Young Award in Feminist Political Theory.

## Биография и творчество
Дочь Lisa Appignanesi и John Forrester (historian), кембриджского профессора.
В бакалавриате изучала историю, выпускница Нью-Холла Кембриджского университета.
Докторскую степень по истории получила в Кембридже в 2013-м. Исследовательница в тамошнем Колледже Святого Иоанна в 2012—2014 годах и постоянный лектор в Лондонском университете королевы Марии до 2017 года (преподавала историю). Стипендиат Клюге в Библиотеке Конгресса в 2019—2020 годах. Ныне преподает политическую теорию в Гарварде.
Занимается историей либерализма и левых в послевоенных США и Великобритании, а также марксизмом, феминизмом и психоанализом. Высказывалась о себе: «Я во многом принадлежу к поколению интеллектуальных историков, чьи интересы и подходы были сформированы в аспирантуре не только последствиями финансового кризиса 2007—2008 годов и поворотом к изучению неолиберализма, но и публикацией книги Сэмюэля Мойна „Последняя утопия“ в 2010 году». Критиковала DNC за «отрыв феминизма от материальных проблем». Вышла замуж в 2019. С будущим супругом познакомилась в 2008 в Кембридже, где они оба учились и получили магистерские степени по истории. Супруг также доктор философии по истории и преподаватель. Являлась видной активисткой антиавиационного движения, в связи с чем в 2007 подвергалась аресту. Брат - Josh Appignanesi.
Первая книга — Shadow of Justice: Postwar Liberalism and the Remaking of Political Philosophy (Princeton University Press, 2019) {Рец. Alan Thomas (philosopher), Samuel Freeman (philosopher), , , , }, — удостоилась S-USIH Book Prize (2020), вошла в шорт-лист Gladstone Prize и European Consortium for Political Research’s Political Theory Prize. «Заметным вкладом в историю идей» охарактеризовал ее Samuel Freeman (philosopher).
Соредактор Nature, Action and the Future: Political Thought and the Environment (Cambridge University Press, 2018).
В настоящее время работает над книгой с рабочим названием In and Against: Feminist Struggles over the Capitalist State. Публиковалась в American Political Science Review, Political Theory, Historical Journal, Modern Intellectual History, European Journal of Political Theory, Analyse & Kritik, South Atlantic Quarterly, Review of Politics, Climatic Change, London Review of Books, The New Yorker, Harper’s, The Guardian, The Nation, Dissent, n+1, The New Statesman, Jacobin, Boston Review.
Отличия
- Dan David Prize Scholarship[17]
- Annual Montreal Political Theory Manuscript Award, GRIPP (2016)[18]
- David and Elaine Spitz Prize[англ.] (2021)[19]